# Norma Regulamentadora
As Normas Regulamentadoras, conhecidas no Brasil como NRs, regulamentam e fornecem orientações sobre procedimentos obrigatórios relacionados à segurança e saúde do trabalhador. Essas normas são citadas no Capítulo V, Título II, da Consolidação das Leis do Trabalho (CLT). Foram aprovadas pela Portaria N.° 3.214, no dia 8 de junho de 1978, são de observância obrigatória por todas as empresas brasileiras regidas pela CLT e são periodicamente revisadas pelo Ministério do Trabalho e Previdência Social.
São elaboradas e modificadas por comissões tripartites específicas compostas por representantes do governo, empregadores e trabalhadores.
Tem como um dos principais objetivos, a padronização dos procedimentos de segurança e saúde do trabalho.

## Normas Regulamentadoras

### NR 1 Disposições Gerais
As NRs são de observância obrigatória pelas empresas privadas e públicas e pelos órgãos públicos de administração direta e indireta, que possuam empregados regidos pela Consolidação das Leis do Trabalho - (CLT). A NR1 estabelece a importância, funções e competência da Delegacia Regional do Trabalho.

### NR 2 Inspeção Prévia
Atualmente encontra-se revogada.

### NR 3 Embargo ou Interdição
A Delegacia Regional do Trabalho, à vista de laudo técnico do serviço competente que demonstre grave e iminente 3 para o trabalhador, poderá interditar estabelecimento, setor de serviço, máquina ou equipamento, ou embargar a obra. (CLT Artigo 161 inciso 3.6|3.4|3.7|3.8|3.9|3.10)  

### NR 4 Serviços Especializados em Engenharia de Segurança e em Medicina do Trabalho (SESMT)
A NR 4 estabelece os critérios para organização dos Serviços Especializados em Engenharia de Segurança e em Medicina do Trabalho (SESMT), de forma a  reduzir os acidentes de trabalho e as doenças ocupacionais.
Para cumprir suas funções, o SESMT deve ter os seguintes profissionais: médico do trabalho, engenheiro de segurança do trabalho, enfermeiro do trabalho, técnico de segurança do trabalho, auxiliar de enfermagem do trabalho, em quantidades estabelecidas em função do número de trabalhadores e do grau de risco.
O trabalho do SESMT é preventivo e de competência dos profissionais citados acima, com aplicação de conhecimentos de engenharia de segurança e de medicina ocupacional no ambiente de trabalho para reduzir ou eliminar os riscos à saúde dos trabalhadores.
Dentre as atividades dos SESMT, estão a análise de riscos e a orientação dos trabalhadores quanto ao uso dos equipamentos de proteção individual. É também de responsabilidade do SESMT o registro dos acidentes de trabalho. (CLT - Artigo 162 inciso 4.1|4.2|4.8.9|4.10)

### NR 5 Comissão Interna de Prevenção de Acidentes (CIPA)
As empresas privadas, públicas e órgãos governamentais que possuam empregados regidos pela Consolidação das Leis do Trabalho (CLT) ficam obrigados a organizar e manter em funcionamento uma Comissão Interna de Prevenção de Acidentes (CLT Artigo 164  Inciso 5.6|5.6.1|5.6.2|5.7|5.11 e Artigo 165 inciso 5.8)
A Comissão Interna de Prevenção de Acidentes - CIPA - tem como objetivo a prevenção de acidentes e doenças decorrentes do trabalho, de modo a tornar compatível permanentemente o trabalho com a preservação da vida e a promoção da saúde do trabalhador.

### NR 6 Equipamento de Proteção Individual
Para os fins de aplicação desta NR, considera-se Equipamento de Proteção Individual (EPI) todo dispositivo de uso individual, de fabricação nacional ou estrangeira, destinado a proteger a saúde e a integridade física do trabalhador e que possua enfim o Certificado de Aprovação (CA), pelo Ministério do Trabalho e Emprego (MTE). A empresa é obrigada a fornecer aos empregados gratuitamente. (CLT - artigo 166 inciso 6.3 subitem A - Artigo 167 inciso 6.2) 

### NR 7 Programa de Controle Médico de Saúde Ocupacional
Esta NR estabelece a obrigatoriedade da elaboração e implementação, por parte de todos os empregadores e instituições que admitam trabalhadores como empregados, do Programa de Controle Médico de Saúde Ocupacional - PCMSO, cujo objetivo é promover e preservar a saúde do conjunto dos seus trabalhadores.

### NR 8 Edificações
Esta NR estabelece requisitos técnicos mínimos que devam ser observados nas edificações para garantir segurança e conforto aos que nelas trabalham.

### NR 9 Programa de Prevenção de Riscos Ambientais
Esta NR estabelece a obrigatoriedade da elaboração e implementação, por parte de todos os empregadores e instituições que admitam trabalhadores como empregados, do Programa de Prevenção de Riscos Ambientais, através da antecipação, reconhecimento, avaliação e consequente controle da ocorrência de riscos ambientais existentes ou que venham a existir no ambiente de trabalho.

### NR 10 Instalações e Serviços em Eletricidade
Esta NR estabelece os requisitos e condições mínimas exigidas para garantir a segurança e saúde dos trabalhadores que interagem com instalações elétricas, em suas etapas de projeto, construção, montagem, operação e manutenção, bem como de quaisquer trabalhos realizados em suas proximidades.

### NR 11 Transporte, Movimentação, Armazenagem e Manuseio de Materiais
Esta NR estabelece normas de segurança para Serviços de elevadores, serviços, transportadores serviços e máquinas transportadoras. O armazenamento de materiais deverá obedecer aos requisitos de segurança para cada tipo de material.

### NR 12 Segurança no Trabalho em Máquinas e Equipamentos
Esta NR estabelece os procedimentos obrigatórios nos locais destinados a máquinas e equipamentos, como Serviços , áreas de circulação, dispositivos de partida e parada, normas sobre proteção de máquinas e equipamentos, bem como manutenção e operação.
Isso funcione se são monitorados:
- As informações a respeito da fabricação, importação e comercialização;
- A utilização adequada das máquinas;
- O transporte seguro para que não haja danos;
- A correta montagem;
- As diferentes instalações (dispositivos de segurança, elétrica, hidráulica, etc.);
- Ajustes necessários;
- Diretrizes para manutenção, inspeção e desativação e montagem.

A norma tem subcapítulos para cada uma destas etapas, como também orienta como devem ser realizadas as capacitações dos trabalhadores e até a organização ideal do chão da fábrica, por exemplo. Em relação à parte técnica da NR 12, seus critérios são baseados basicamente na NBR 12100, uma ferramenta elaborada pela ABNT. Aqui vale dizer, a aplicação da NR 12 é obrigatória e tem sua fiscalização realizada por auditores do trabalho, em visitas periódicas e normalmente de surpresa. 

### NR 13 Caldeiras e Vasos de Pressão e Tubulações
Esta NR estabelece os procedimentos obrigatórios para garantir a integridade física de caldeiras, vasos de pressão e as tubulações que estiverem interligadas a eles. Serviços de operação e manutenção,  e supervisão de inspeção de caldeiras, vasos de pressão e tubulações, em conformidade com a regulamentação profissional vigente no país.

### NR 14 Fornos Industriais
Esta NR esta falando de construção sólida, Serviços com material refratário, de forma que o calor radiante não ultrapasse  os limites de tolerância, oferecendo o máximo de segurança e conforto aos trabalhadores.

### NR 15 Atividades e Operações Insalubres
Esta NR estabelece os procedimentos obrigatórios, nas atividades ou operações insalubres que são executadas acima dos limites de tolerância previstos na Legislação, comprovadas através de Serviços de inspeção do local de Serviços . Agentes agressivos: ruído, calor, radiações, pressões, frio, umidade, agentes químicos.

### NR 16 Atividades e Operações Perigosas
Esta NR estabelece os procedimentos obrigatórios nas atividades exercidas pelos trabalhadores que Serviços e/ou transportam explosivos ou produtos químicos, Serviços como inflamáveis, substâncias radioativas e serviços de operação e manutenção envolvendo energia elétrica.

### NR 17 Ergonomia
Esta NR visa estabelecer parâmetros que permitam a adaptação das condições de trabalho às características psicofisiológicas dos trabalhadores, de modo a proporcionar um máximo de conforto, segurança e desempenho eficiente, incluindo os aspectos relacionados ao levantamento, transporte e descarga de materiais, ao mobiliário, aos equipamentos e às condições ambientais do posto de trabalho e à própria organização do trabalho.
Em março de 2007, foram aprovados dois novos anexos. O anexo 1 que se refere ao Trabalho dos Operadores de Checkout direcionado aos trabalhadores de autosserviço (sistemas comercial de vendas e produtos) e o Anexo II referente ao Trabalho em Teleatendimento / Telemarketing, abrangendo serviços de atendimento ativo ou receptivo em centrais de relacionamento aos clientes (call centers), centrais telefônicas, prestação de serviços, informações e comercialização de produtos.

### NR 18 Condições e Meio Ambiente de Trabalho na Indústria da Construção
Esta NR estabelece diretrizes de ordem administrativa, de planejamento e de segurança, que objetivam a implementação de medidas de controle e sistemas preventivos de segurança nos processos, nas condições e no meio ambiente de trabalho na indústria da construção.

### NR 19 Explosivos
Esta NR estabelece os procedimentos para o manuseio, transporte e armazenagem de materiais explosivos, evitando acidentes.

### NR 20 Líquidos Combustíveis e Inflamáveis
Esta NR estabelece a definição para líquidos combustíveis, líquidos inflamáveis e Gás de petróleo liquefeito, parâmetros para armazenar, como transportar e como devem ser manuseados pelos trabalhadores.

### NR 21 Trabalhos a céu aberto
Esta NR estabelece os critérios mínimos para os serviços realizados a céu aberto, sendo obrigatória a existência de abrigos, ainda que rústicos com boa estrutura, capazes de proteger os trabalhadores contra intempéries.

### NR 22 Segurança e Saúde Ocupacional na Mineração
Esta NR estabelece sobre procedimentos de Segurança e Medicina do Trabalho nas atividades de minas, determinando que a empresa adotará métodos e manterá locais de trabalho que proporcionem a seus empregados condições satisfatórias de Saúde, Segurança e Medicina do Trabalho.

### NR 23 Proteção contra incêndios
Esta NR estabelece os procedimentos que todas as empresas devam possuir, no tocante à proteção contra incêndio, saídas de emergência para os trabalhadores, equipamentos suficientes para combater o fogo e pessoal treinado no uso correto.

### NR 24 Condições Sanitárias e de Conforto nos Locais de Trabalho
Esta NR estabelece critérios mínimos, para fins de aplicação de aparelhos sanitários, armários de vestiário, gabinete sanitário, banheiro, cujas instalações deverão ser separadas por sexo, vestiários, refeitórios, cozinhas e alojamentos.

### NR 25 Resíduos Industriais
Esta NR estabelece os critérios para eliminação de resíduos industriais dos locais de trabalho, através de métodos, equipamentos ou medidas adequadas, de forma a evitar riscos à saúde e à segurança do trabalhador.

### NR 26 Sinalização de Segurança
Esta NR tem por objetivos fixar as cores que devam ser usadas nos locais de trabalho para prevenção de acidentes, identificando, delimitando e advertindo contra riscos cores de amarelo, vermelho e verde

### NR 27 Registro Profissional do Técnico de Segurança do Trabalho no Ministério do Trabalho
Esta NR estabelecia que o exercício da profissão de técnico de segurança do trabalho dependia de registro no Ministério do Trabalho, fosse efetuado pela SSST, com processo iniciado através das DRT. Foi revogada pela portaria Nº 262 de 29 de maio de 2008 (DOU de 30 de maio de 2008 – Seção 1 – Pág. 118). De acordo com o Art. 2º da supracitada portaria, o registro profissional será efetivado pelo Setor de Identificação e Registro Profissional das Unidades Descentralizadas do Ministério do Trabalho e Emprego, mediante requerimento do interessado, que poderá ser encaminhado pelo sindicato da categoria. O lançamento do registro será diretamente na Carteira de Trabalho e Previdência Social – CTPS. No dia 27 de Janeiro de 2016 um cartão de registro profissional emitido pela internet começou a substituir as anotações na carteira de trabalho. O Ministério do Trabalho e Previdência Social começou a emitir o cartão após publicação no Diário Oficial da União. Para realizar o registro, o candidato deve entrar no site https://web.archive.org/web/20160902035902/http://sirpweb.mte.gov.br/sirpweb/principal.seam. Para emitir o cartão, o interessado deve acessar o mesmo site.

### NR 28 Fiscalização e Penalidades
Esta NR estabelece que fiscalização, embargo, interdição e penalidades, no cumprimento das disposições legais e/ou regulamentares sobre segurança e saúde do trabalhador, serão efetuados obedecendo ao disposto nos decretos leis.

### NR 29 Norma Regulamentadora de Segurança e Saúde no Trabalho Portuário
Esta NR regulariza a proteção obrigatória contra acidentes e doenças profissionais, alcançando as melhores condições possíveis de segurança e saúde dos trabalhadores que exerçam atividades nos portos organizados e instalações portuárias de uso privativo e retroportuárias, situadas dentro ou fora da área do porto organizado.

### NR 30 - Segurança e Saúde no Trabalho Aquaviário
Esta norma aplica-se aos trabalhadores das embarcações comerciais, de bandeira nacional, bem como às de bandeiras estrangeiras, no limite do disposto na Convenção n.º 147 da Organização Internacional do Trabalho - Normas Mínimas para Marinha Mercante, utilizados no transporte de mercadorias ou de passageiros, inclusive naquelas utilizadas na prestação de serviços, seja na navegação marítima de longo curso, na de cabotagem, na navegação interior, de apoio marítimo e portuário, bem como em plataformas marítimas e fluviais, quando em deslocamento.

### NR 31 Segurança e Saúde no Trabalho na Agricultura, Pecuária Silvicultura, Exploração Florestal e Aquicultura
Esta NR tem por objetivo estabelecer os preceitos a serem observados na organização e no ambiente de trabalho, de forma a tornar compatível o planejamento e o desenvolvimento das atividades da agricultura, pecuária, silvicultura, exploração florestal e aquicultura com a segurança e saúde e meio ambiente do trabalho. Para fins de aplicação desta NR considera-se atividade agro-econômica, aquelas que operando na transformação do produto agrário, não altere a sua natureza, retirando-lhe a condição de matéria prima.

### NR 32 Segurança e Saúde no Trabalho em Estabelecimentos de Saúde
Esta NR tem por finalidade estabelecer as diretrizes básicas para a implementação de medidas de proteção à segurança e à saúde dos trabalhadores dos serviços de saúde, bem como daqueles que exercem atividades de promoção e assistência à saúde em geral. Para fins de aplicação desta NR, entende-se como serviços de saúde qualquer edificação destinada à prestação de assistência à saúde da população, e todas as ações de promoção, recuperação, assistência, pesquisa e ensino em saúde em qualquer nível de complexidade.
A responsabilidade é solidária entre contratante e contratado quanto ao cumprimento da NR 32. A conscientização e colaboração de todos é muito importante para prevenção de acidentes na área da saúde.
As atividades relacionadas aos serviços de saúde são aquelas que, no entendimento do legislador, apresentam maior risco devido à possibilidade de contato com micro-organismos encontrados nos ambientes e equipamentos utilizados no exercício do trabalho, com potencial de provocar doenças nos trabalhadores.
Os trabalhadores diretamente envolvidos com este agentes são: médicos, enfermeiros, auxiliares e técnicos de enfermagem, atendentes de ambulatórios e hospitais, dentistas, limpeza e manutenção de equipamentos hospitalar, motoristas de ambulância, entre outros envolvidos em serviços de saúde.

### NR 33 - Segurança e Saúde no Trabalho em Espaços Confinados
Esta NR tem por objetivo estabelecer os requisitos mínimos para identificação de espaços confinados e o reconhecimento, avaliação, monitoramento e controle dos riscos existentes, de forma a garantir permanentemente a segurança e saúde dos trabalhadores e que interagem direta ou indiretamente nesses espaços.

Espaço confinado é qualquer área ou ambiente não projetado para ocupação humana contínua, que possua meios limitados de entrada e saída, cuja ventilação existente é insuficiente para remover contaminantes ou onde possa existir a deficiência ou enriquecimento de oxigênio.

### NR 34 - Condições e Meio Ambiente de Trabalho na Indústria da Construção e Reparação Naval
Esta NR tem por finalidade estabelecer os requisitos mínimos e as medidas de proteção à segurança, à saúde e ao meio ambiente de trabalho nas atividades da indústria de construção e reparação naval. Cita nove procedimentos de trabalhos executados em estaleiros: trabalho a quente; montagem e desmontagem de andaimes; pintura; jateamento e hidrojateamento; movimentação de cargas; instalações elétricas provisórias; trabalhos em altura; utilização de radionuclídeos e gamagrafia; e máquinas portáteis rotativas.

### NR 35 - Trabalho em Altura
A NR-35 estabelece os requisitos mínimos e as medidas de proteção para o trabalho em altura, como o planejamento, a organização e a execução, a fim de garantir a segurança e a saúde dos trabalhadores com atividades executadas acima de dois metros do nível inferior, onde haja risco de queda.

### NR 36 - Norma Regulamentadora sobre Abate e Processamento de Carnes e Derivados
36.1.1 O objetivo desta Norma é estabelecer os requisitos mínimos para a avaliação, controle e monitoramento dos riscos existentes nas atividades desenvolvidas na indústria de abate e processamento de carnes e derivados destinados ao consumo humano, de forma a garantir permanentemente a segurança, a saúde e a qualidade de vida no trabalho, sem prejuízo da observância do disposto nas demais Normas Regulamentadoras - NR do Ministério do Trabalho e Emprego.

### NR 37 - Segurança e Saúde em Plataformas de Petróleo
A NR 37 foi criada pela Portaria MTb n.º 1.186, de 20 de dezembro de 2018.
A NR 37 estabelece os requisitos mínimos de segurança, saúde e condições de vivência no trabalho a bordo de plataformas de petróleo em operação nas Águas Jurisdicionais Brasileiras - AJB.